# Octospermum
Octospermum é um género botânico pertencente à família Euphorbiaceae.
A única espécie deste gênero é encontrado na Nova Guiné.

## Espécie
Octospermum pleiogynum

## Nome e referências
Octospermum Airy Shaw